# Road Tapes, Venue Núm. 2
Road Tapes, Venue #2 es un álbum póstumo de Frank Zappa, el cual fue publicado en noviembre de 2013. Hay canciones de tres conciertos, todo ellos celebrados en agosto de 1973. Esta colección, con una duración de más de dos horas, da la experiencia de un concierto entero.  Esta es el lanzamiento oficial número 96.

## Lista de canciones
Todas las canciones escritas por Frank Zappa
Disco 1:
| Número | Título                                                                                     | Grabado                 | Tiempo |
| ------ | ------------------------------------------------------------------------------------------ | ----------------------- | ------ |
| 1      | "Introcious"                                                                               | 24 de agosto de 1973    | 5:18   |
| 2      | "The Eric Dolphy Memorial Barbecue"                                                        | 24 de agosto de 1973    | 1:07   |
| 3      | "Kung Fu"                                                                                  | 24 de agosto de 1973    | 1:11   |
| 4      | "Penguin in Bondage"                                                                       | 24 de agosto de 1973    | 4:07   |
| 5      | "Exercise #4"                                                                              | 23/agosto/1973 (1 show) | 1:58   |
| 6      | "Dog Breath"                                                                               | 23/agosto/1973 (1 show) | 1:36   |
| 7      | "The Dog Breath Variations"                                                                | 23/agosto/1973 (1 show) | 1:30   |
| 8      | "Uncle Meat"                                                                               | 23/agosto/1973 (1 show) | 2:27   |
| 9      | "RDNZL"                                                                                    | 23/agosto/1973 (1 show) | 6:17   |
| 10     | "Montana"                                                                                  | 24 de agosto de 1973    | 7:02   |
| 11     | Your Teeth and Your Shoulders and Sometimes Your Foot Goes Like This . . . /Pojama Prelude | 24 de agosto de 1973    | 10:14  |
| 12     | Dupree's Paradise                                                                          | 24 de agosto de 1973    | 15:55  |
| 13     | All Skate/Dun-Dun-Dun (The Finnish Hit Single)                                             | 23/agosto/1973 (1 show) | 14:10  |

Disco 2:
| Número | Título                            | Grabado                                  | Tiempo |
| ------ | --------------------------------- | ---------------------------------------- | ------ |
| 1      | "Village of the Sun"              | 24 de agosto de 1973                     | 5:40   |
| 2      | "Echidna's Arf (Of You)"          | 24 de agosto de 1973                     | 4:22   |
| 3      | "Don't You Ever Wash That Thing?" | 24 de agosto de 1973                     | 11:24  |
| 4      | "Big Swifty"                      | 23/agosto/1973 (2 show)                  | 14:14  |
| 5      | ""Farther O'Blivion""             | 23/agosto/1973 (2 show) y 24/agosto/1973 | 24:18  |
| 6      | "Brown Shoes Don't Make It"       | 23/agosto/1973 (1 show)                  | 7:33   |

## Lista de artistas
- Frank Zappa – guitarra, voces
- Jean-Luc Ponty – violín eléctrico
- George Duke – teclados, voces
- Ian Underwood – sintetizador, instrumentos de viento - madera
- Ruth Underwood – percusión
- Bruce Fowler – tromboón
- Tom Fowler – bajo
- Ralph Humphrey – batería